# زهانغزهو
زهانغزهو (بالصينية: 漳州) هي مدينة من مدن الصين. يبلغ عدد سكانها 4809983 نسمة حسب إحصائيات سنة 2010. تبلغ مساحتها 12888 كم².

## المناخ
يظهر الجدول التالي التغييرات المناخية على مدار السنة لزهانغزهو:
| البيانات المناخية لـزهانغزهو      | البيانات المناخية لـزهانغزهو | البيانات المناخية لـزهانغزهو | البيانات المناخية لـزهانغزهو | البيانات المناخية لـزهانغزهو | البيانات المناخية لـزهانغزهو | البيانات المناخية لـزهانغزهو | البيانات المناخية لـزهانغزهو | البيانات المناخية لـزهانغزهو | البيانات المناخية لـزهانغزهو | البيانات المناخية لـزهانغزهو | البيانات المناخية لـزهانغزهو | البيانات المناخية لـزهانغزهو | البيانات المناخية لـزهانغزهو |
| الشهر                             | يناير                        | فبراير                       | مارس                         | أبريل                        | مايو                         | يونيو                        | يوليو                        | أغسطس                        | سبتمبر                       | أكتوبر                       | نوفمبر                       | ديسمبر                       | المعدل السنوي                |
| --------------------------------- | ---------------------------- | ---------------------------- | ---------------------------- | ---------------------------- | ---------------------------- | ---------------------------- | ---------------------------- | ---------------------------- | ---------------------------- | ---------------------------- | ---------------------------- | ---------------------------- | ---------------------------- |
| الدرجة القصوى °م (°ف)             | 28.8 (83.8)                  | 30.3 (86.5)                  | 33.7 (92.7)                  | 35.1 (95.2)                  | 37.5 (99.5)                  | 37.6 (99.7)                  | 38.6 (101.5)                 | 38.1 (100.6)                 | 37.1 (98.8)                  | 34.6 (94.3)                  | 35.2 (95.4)                  | 29.1 (84.4)                  | 38.6 (101.5)                 |
| متوسط درجة الحرارة الكبرى °م (°ف) | 18.0 (64.4)                  | 18.0 (64.4)                  | 20.3 (68.5)                  | 24.6 (76.3)                  | 27.8 (82.0)                  | 31.0 (87.8)                  | 33.6 (92.5)                  | 33.1 (91.6)                  | 31.2 (88.2)                  | 28.2 (82.8)                  | 24.4 (75.9)                  | 20.3 (68.5)                  | 25.9 (78.6)                  |
| المتوسط اليومي °م (°ف)            | 13.2 (55.8)                  | 13.5 (56.3)                  | 15.9 (60.6)                  | 20.2 (68.4)                  | 23.7 (74.7)                  | 26.8 (80.2)                  | 28.8 (83.8)                  | 28.3 (82.9)                  | 26.7 (80.1)                  | 23.5 (74.3)                  | 19.3 (66.7)                  | 15.1 (59.2)                  | 21.3 (70.3)                  |
| متوسط درجة الحرارة الصغرى °م (°ف) | 10.0 (50.0)                  | 10.7 (51.3)                  | 13.0 (55.4)                  | 17.1 (62.8)                  | 20.9 (69.6)                  | 23.8 (74.8)                  | 25.3 (77.5)                  | 25.1 (77.2)                  | 23.5 (74.3)                  | 20.1 (68.2)                  | 15.6 (60.1)                  | 11.4 (52.5)                  | 18.0 (64.5)                  |
| أدنى درجة حرارة °م (°ف)           | 1.3 (34.3)                   | 1.3 (34.3)                   | 3.0 (37.4)                   | 7.3 (45.1)                   | 12.3 (54.1)                  | 17.0 (62.6)                  | 21.0 (69.8)                  | 21.3 (70.3)                  | 16.8 (62.2)                  | 7.6 (45.7)                   | 4.8 (40.6)                   | −0.1 (31.8)                  | −0.1 (31.8)                  |
| معدل هطول الأمطار مم (إنش)        | 41.0 (1.61)                  | 84.8 (3.34)                  | 114.0 (4.49)                 | 168.4 (6.63)                 | 207.2 (8.16)                 | 278.6 (10.97)                | 171.9 (6.77)                 | 232.8 (9.17)                 | 170.0 (6.69)                 | 63.0 (2.48)                  | 38.2 (1.50)                  | 34.5 (1.36)                  | 1٬604٫4 (63.17)              |
| متوسط الأيام الممطرة (≥ 0.1 mm)   | 8.5                          | 12.2                         | 14.9                         | 15.2                         | 16.9                         | 17.7                         | 12.5                         | 14.3                         | 11.2                         | 5.5                          | 5.1                          | 5.6                          | 139.6                        |
| المصدر: Weather China             |                              |                              |                              |                              |                              |                              |                              |                              |                              |                              |                              |                              |                              |

## توأمة
لزهانغزهو اتفاقيات توأمة مع:
- داتا

## أعلام
- هان يوي